# Nicolás Cárcamo
Javier Nicolás Cárcamo Cifuentes (Chile, 1 de febrero de 2005) es un futbolista profesional chileno. Juega de mediocentro ofensivo y su equipo actual es Huachipato, de la Primera División de Chile.

## Trayectoria

### Club Deportivo Huachipato
Se formó como futbolista en las inferiores de Huachipato, destacando en torneos juveniles antes de dar el salto al primer equipo. 
En 2024 debutó profesionalmente con Huachipato en la Primera División de Chile el 14 de abril de 2024. Durante su primera temporada, disputó encuentros en liga entrando desde el banquillo y Copa Chile con 2 titularidades, ganándose minutos en el plantel principal.

## Selección nacional

### Selecciones menores
Fue parte de la Selección de fútbol sub-20 de Chile que disputó un cuadrangular amistoso para la preparación del mundial de la categoría. En enero de 2025, fue nominado para disputar el Sudamericano Sub-20 en Venezuela.

#### Participaciones en Sudamericanos
| Competencia                 | Sede      | Resultado  | PJ | Goles |
| --------------------------- | --------- | ---------- | -- | ----- |
| Sudamericano Sub-20 de 2025 | Venezuela | En disputa | 2  | 0     |

## Estadísticas

### Clubes
| Club               | Div.          | Temporada     | Liga  | Liga  | Copas nacionales | Copas nacionales | Copas internacionales | Copas internacionales | Total | Total |
| Club               | Div.          | Temporada     | Part. | Goles | Part.            | Goles            | Part.                 | Goles                 | Part. | Goles |
| ------------------ | ------------- | ------------- | ----- | ----- | ---------------- | ---------------- | --------------------- | --------------------- | ----- | ----- |
| Huachipato · Chile | 1.ª           | 2024          | 4     | 0     | 3                | 0                | —                     | —                     | 7     | 0     |
| Huachipato · Chile | 1.ª           | 2025          | 0     | 0     | 0                | 0                | —                     | —                     | 0     | 0     |
| Huachipato · Chile | Total club    | Total club    | 4     | 0     | 3                | 0                | 0                     | 0                     | 7     | 0     |
| Total carrera      | Total carrera | Total carrera | 4     | 0     | 3                | 0                | 0                     | 0                     | 7     | 0     |
| 1. 2.              |               |               |       |       |                  |                  |                       |                       |       |       |

### Selecciones
| Sub-20 · Chile | 2024          | 3 | 1 | — | — | 0 | 0 | 3 | 1 |
| Sub-20 · Chile | 2025          | 0 | 0 | 2 | 0 | 0 | 0 | 0 | 0 |
| Sub-20 · Chile | Total         | 3 | 1 | 2 | 0 | 0 | 0 | 5 | 1 |
| Total carrera  | Total carrera | 3 | 1 | 2 | 0 | 0 | 0 | 5 | 1 |
| 1.             |               |   |   |   |   |   |   |   |   |

### Resumen estadístico
| Competición               | Partidos | Goles |
| ------------------------- | -------- | ----- |
| Primera División de Chile | 4        | 0     |
| Copa Chile                | 3        | 0     |
| Chile Sub-20              | 5        | 1     |
| Total                     | 12       | 1     |